# دوران (كتاب)

الطبعة التركية

دوران هو كتاب ألفه السياسي الكردي صلاح الدين دميرتاش أثناء وجوده في سجن أدرنة في تركيا. يتضمن الكتاب أربعة عشر قصة قصيرة، تركز على حقوق الإنسان للأكراد في تركيا. بعد كتاب الفَجر [الإنجليزية]، هو الكتاب الثاني لدميرطاش ونُشر في عام 2019 من اعتصام ينلنار [الإنجليزية]. يحتوي على إهداء لوالديه الذين وقفوا بجانب أبنائهم لمدة سبعة عشر عامًا أثناء محاكمتهم أو سجنهم.

## التأثير
في يناير 2020، تم تضمين الكتاب في مسرحية من تمثيل جولي رول حيث يقرأ الفنانون القصص المضمنة في الكتاب. كما حضر المسرحية سياسيون من المعارضة مثل رئيس بلدية إسطنبول أكرم إمام أوغلو أو رئيس حزب الشعب الجمهوري كمال كليجدار أوغلو. في عام 2019، صنف المدعون العامون الأتراك حيازة الكتاب كدليل على الانتماء إلى منظمة إرهابية، زاعمين أنه كُتب للإشادة بحزب العمال الكردستاني (PKK). وعلى الرغم من تصنيف النيابة العامة للكتاب، فإن الكتاب متاح قانونيًا في تركيا ويمكن شراؤه أيضًا عبر أمازون. تسبب الكتاب في مزيد من الاضطرابات في عام 2020، حيث نصح بولنت أرينج، وهو سياسي بارز في حزب العدالة والتنمية (AKP)، المجتمع العام بقراءة الكتاب، مما تسبب في رد فعل إدانة من قبل الرئيس التركي رجب طيب أردوغان الذي وصف دميرتاش بالإرهابي. كما تعرض أرينتش لانتقادات من سياسيي حزب الحركة القومية اليميني المتطرف، وسُئل عما إذا كان يتلقى عمولة مقابل ترويجه لكتاب لحزب العمال الكردستاني. بعد تحقيق أجرته الشرطة مع سياسيين من حزب الشعوب الديمقراطي في تشرين الثاني 2021، عُرض دوران كوثيقة إرهابية مع كتب أخرى لدميرتاش.